# Stadtarchiv Radebeul

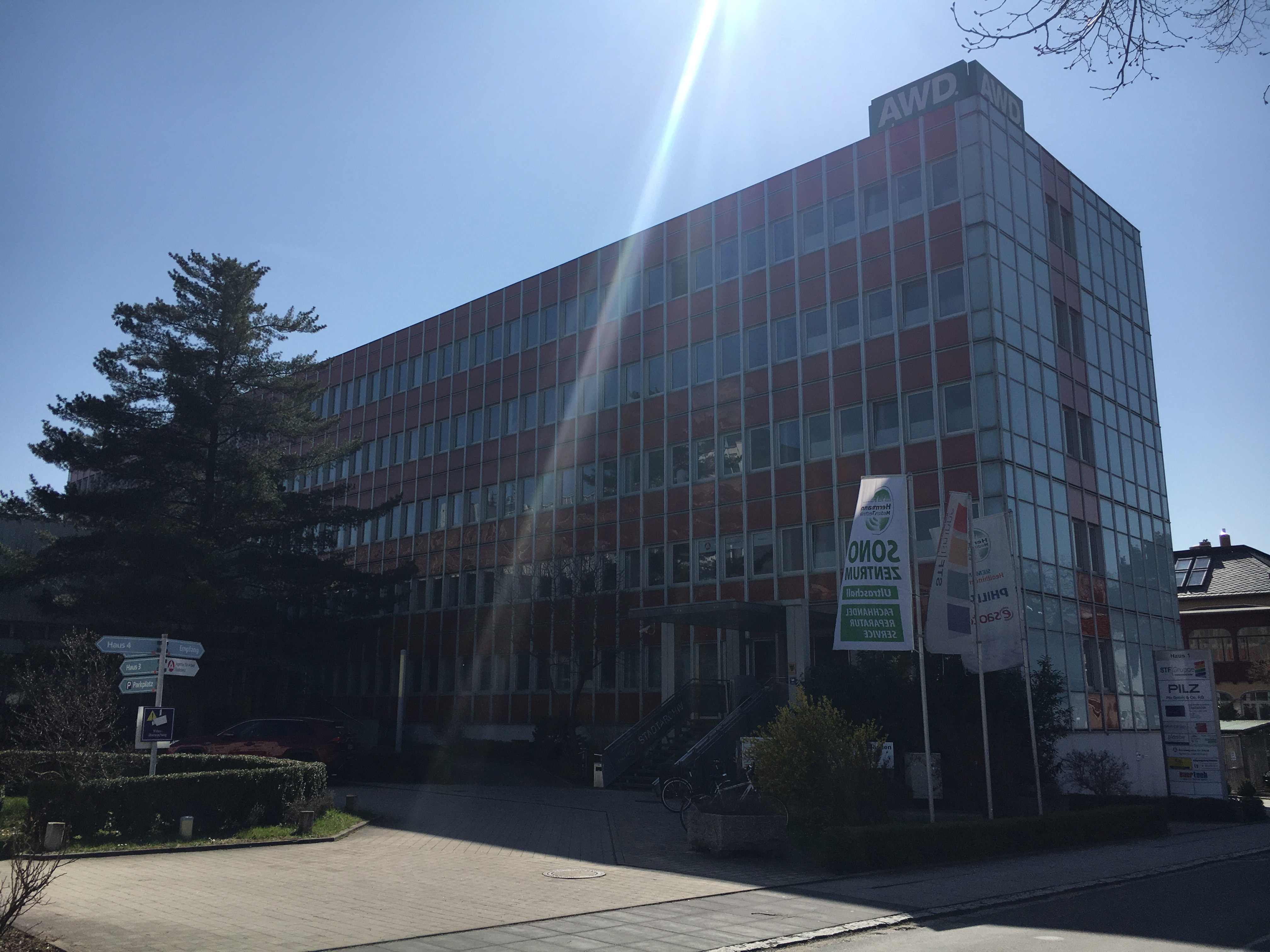
Stadtarchiv in der Wasastraße

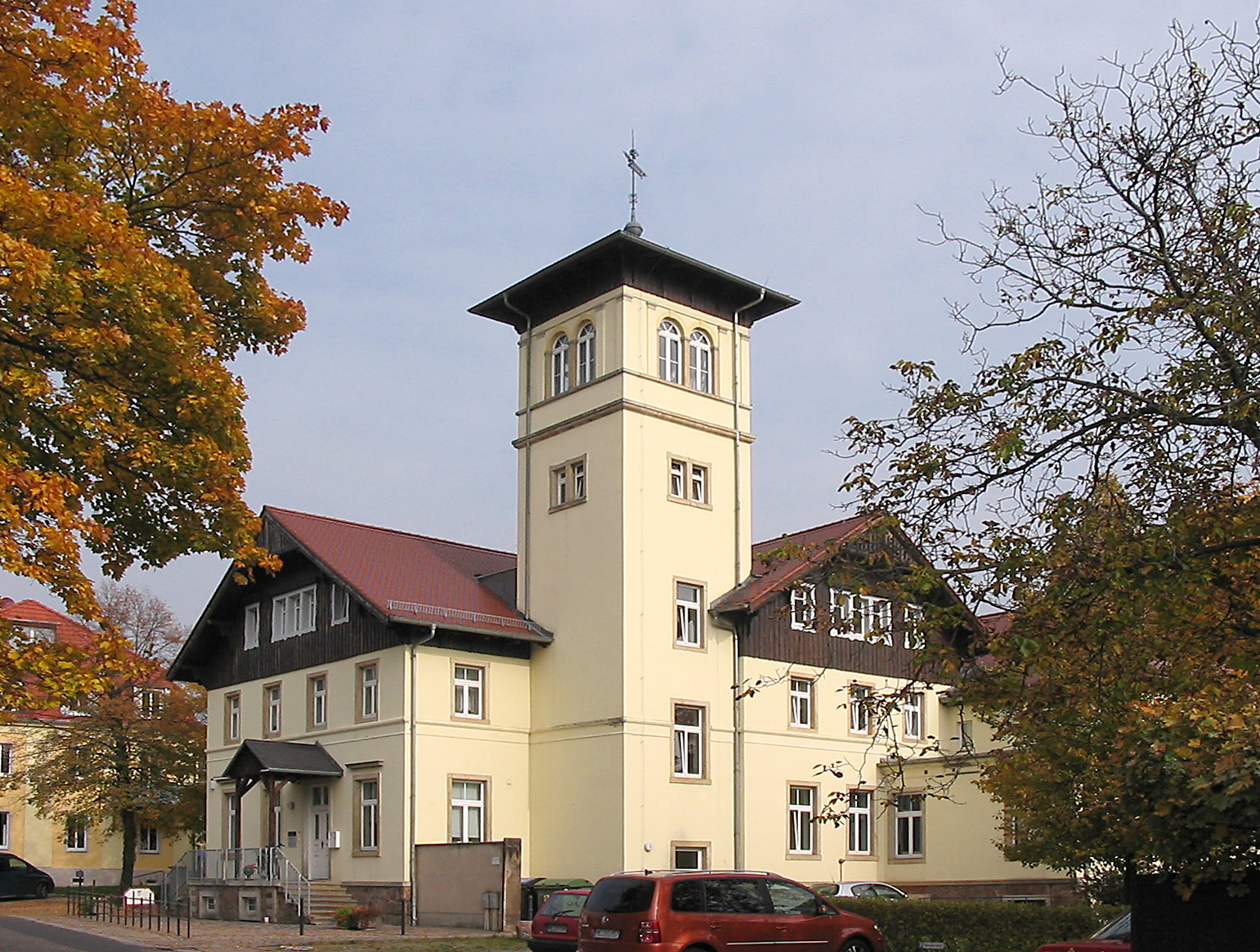
Vormals im Albertschlösschen

Das Stadtarchiv Radebeul ist ein kommunales Archiv. Es sichert die historische Überlieferung der sächsischen Stadt Radebeul und ihrer Vorgängergemeinden. Der Sammlungsumfang geht vom 17. Jahrhundert bis in die Gegenwart. Das älteste Dokument ist jedoch eine Urkunde aus dem Jahr 1470. Das Stadtarchiv befindet sich seit 2014 in der Wasastraße 50 des Stadtteils Serkowitz; vorher war es seit 1991 im nahegelegenen Albertschlösschen zu finden.

## Geschichte
Im Jahr 1958 wurde in Radebeul der erste hauptamtliche Archivar, der in den Ruhestand getretene Stadtverordnete der SPD, Berufsschulleiter und Kulturdezernent Paul Brüll (1892–1983), eingestellt, um die bis in das 17. Jahrhundert zurückreichenden Aktenbestände zu sichten und erstmals durch ein Findbuch systematisch zu erschließen. Ab September 1960 waren diese Bestände im Keller des Hauses Heimattreue in der Lößnitzgrundstraße 16 untergebracht.
Nach Brülls Ausscheiden 1975 dauerte es bis 1981, bis sich Liselotte Schließer (1918–2004) hauptamtlich um die Bestände kümmerte. Ihre Aufgabe bestand zunächst in der Rettung vor weiterem Verfall. Auf Grund der schlechten Bedingungen am Aufbewahrungsort war ein Umzug überfällig. Dieser geschah 1990/1991, als das Archiv in das Albertschlösschen umgelagert werden konnte. Dort war es seit Schließers Ausscheiden unter der Obhut der studierten Archivarin Annette Karnatz. Nach der Sanierung des Albertschlösschens in den Jahren 1994 bis 1996 und der Verbesserung der technischen Ausstattung konnte das Stadtarchiv im März 1996 seine Pforten für die Öffentlichkeit wieder öffnen. Die weitere Erschließung der Bestände erfolgt seitdem mit der Archivsoftware AUGIAS-Archiv.
Waren zu Anfang hauptsächlich Anfragen zur Klärung offener Vermögensfragen zu beantworten, so sind heute viele regional- und familiengeschichtliche Zusammenhänge zu eruieren.
Neben einer Präsenzbibliothek und einer regionalgeschichtlichen Sammlung zu den Lößnitzortschaften findet sich auch eine fast lückenlose Sammlung der lokalen Tagespresse. Es handelt sich dabei um die Kötzschenbrodaer Zeitung von 1865 bis 1941, das Radebeuler Tageblatt von 1896 bis 1943 sowie die Regionalausgabe der Sächsischen Zeitung seit 1945.
Das Stadtarchiv veröffentlichte für die Stadt Radebeul in den Jahren 2005 bzw. 2006 (2. Auflage) das von jener herausgegebene Stadtlexikon Radebeul; 2021 erschien die dritte überarbeitete und ergänzte Auflage.